# Kohlelamelle
Kohlelamellen – oft auch als Kohlenstofftrennschieber bezeichnet – übernehmen in Kompressoren und Pumpen die Dichtung zwischen Rotor und Gehäusekammer. Zum Einsatz kommen sie zum Beispiel in trocken laufenden Rotationskompressoren und Vakuumpumpen sowie in nass laufenden Flügelzellenpumpen und Treibschieberzählern. Trotz des geringen spezifischen Gewichts von Kohle genügt dabei in der Regel schon die Fliehkraft des drehenden Rotors, um selbst gegenüber gasförmigen Medien ausreichend abzudichten. 
Kohlenstoff hat sich als Werkstoff für Trennschieber vor allem aufgrund sehr guter Gleit- und Trockenlaufeigenschaften, sehr geringem Reibkoeffizient mit wenig Verschleiß sowie  hoher chemischer Beständigkeit weitgehend durchgesetzt. Ihren Vorteil haben Schieber aus Kohlenstoff-Graphit-Werkstoffen auch durch ihren Betrieb im Trockenlauf, wo sie aufgrund der selbstschmierenden Eigenschaften keinerlei Öl oder ähnliche Schmierstoffe benötigen. So können sie zum Beispiel problemlos in Druckereimaschinen, in Silofahrzeugen der Lebensmittelindustrie oder der Medizintechnik eingesetzt werden. Bei nass laufenden Pumpen liegt ein besonderer Vorteil in der chemischen Beständigkeit gegenüber aggressiven Medien. Auch können durchaus komplette Pumpen aus Kohlenstoff-Graphitwerkstoffen gefertigt werden; ein Anwendungsbeispiel hierfür ist der Einsatz zur Absaugung giftiger und leicht explosiver Benzindämpfe bei Zapfsäulen. Vorteil: keine Funkenentstehung, wie sie bei Verwendung von metallischen Komponenten auftreten können.

## Gegenlaufpaare
Als Gegenlaufpaare (Gehäusematerial) von Kohlelamellen eignen sich besonders:
- Grauguss
- Kohlenstoff-/Graphitwerkstoffe
- Chromstahlguss
- hartverchromter, hartvernickelter Stahl
- Aluminiumguss, korundbeschichtet
- Kohlegraphitwerkstoffe

Beim Einsatz in nass laufenden Flügelzellenpumpen oder Treibschieberzählern unterliegen die Kohlelamellen selbst in Flüssigkeit mit niedriger hydrodynamischer Schmierwirkung kaum Verschleiß. In trocken laufenden Kompressoren oder Pumpen ist hingegen mit nennenswertem Verschleiß zu rechnen. Dieser ist abhängig von der Gleitgeschwindigkeit und der Gleitflächentemperatur. Ein gewisser Verschleiß bei Trockenlauf ist sogar gewünscht, da Graphit selbst als Schmiermittel dient.

## Anwendungen
Für die Kohlelamellen oder Kohletrennschieber lassen sich zwei wesentliche Anwendungsbereiche unterscheiden: Einsatz im Trocken- oder Nasslauf.
Trockenlaufende Rotationskompressoren und Vakuumpumpen sind bevorzugt in folgenden Anwendungen zu finden: 
- Datenverarbeitungsanlagen
- Druckereimaschinen
- Farb- und Lackspritzgeräte
- Frischluftzufuhr
- Medizinische Geräte
- PKW-Zentralverriegelung
- PKW-Sitzverstellung
- Verpackungsmaschinen
- Benzinabsaugung an Zapfsäulen

Nass laufende Flügelzellenpumpen und Treibschieberzähler kommen vor in:
- Benzin- und Dieselförderpumpen
- Dosiergeräten
- Getränkeabfüllautomaten
- Flugzeugversorgungsanlagen
- Medizinischen Geräten